# Episparis semicaecata
Episparis semicaecata är en fjärilsart som beskrevs av Emilio Berio 1964. Episparis semicaecata ingår i släktet Episparis och familjen nattflyn. Inga underarter finns listade i Catalogue of Life.